# Iàsseni (Bélgorod)
|  | Per a altres significats, vegeu «Iàsseni». |

Iàsseni - Ясены (rus) - és un poble de l'óblast de Bélgorod, a Rússia. El 2010 tenia 282 habitants. Pertany al districte (raion) de Rovenkí.